# 필리핀 올림픽 위원회
필리핀 올림픽 위원회(영어: Philippine Olympic Committee)는 필리핀을 대표하는 국가 올림픽 위원회이다. IOC 코드는 PHI이다. 본부는 마닐라에 있으며 아시아 올림픽 평의회에 소속되어 있다.
1911년에 설립했으며 1929년에 국제 올림픽 위원회의 승인을 받았다. 올림픽, 아시안 게임, 동남아시아 경기 대회를 비롯한 국제 스포츠 대회에 참가하는 필리핀의 선수들을 대표한다.